# Gare de Barrême
Gare de Barrême vasútállomás Franciaországban, Barrême településen.

## Vasútvonalak
Az állomást az alábbi vasútvonalak érintik:
- Nizza-Digne-vasútvonal

## Kapcsolódó állomások
A vasútállomáshoz az alábbi állomások vannak a legközelebb:
- Gare de Moriez
- Gare de Chaudon-Norante